# Heliosia atriplaga
Heliosia atriplaga är en fjärilsart som beskrevs av George Francis Hampson 1914. Heliosia atriplaga ingår i släktet Heliosia och familjen björnspinnare. Inga underarter finns listade i Catalogue of Life.